# Melpomene (mitologia)
Melpomene (także Melpomena, „Śpiewająca”; gr. Μελπομένη Melpoménē, łac. Melpomene, ‘Śpiewaczka’; od gr. mélpein ‘śpiewać’) – w mitologii greckiej muza tragedii.
Uchodziła za córkę boga Zeusa i tytanidy Mnemosyne oraz za siostrę: Erato, Euterpe, Kalliope, Klio, Polihymnii, Talii, Terpsychory i Uranii. Według jednej z wersji miała z bogiem Acheloosem córki – syreny.
Była jedną spośród dziewięciu muz olimpijskich (przebywały na Olimpie), które należały do orszaku boga Apollina (Apollon Musagetes), ich przewodnika. Wraz ze swoimi siostrami uświetniała śpiewem biesiady bosko-ludzkie (m.in. zaślubiny Tetydy i Peleusa oraz Harmonii i Kadmosa), a także uczty olimpijskie samych bogów.
W sztuce przedstawiana jest zwykle jako kobieta oparta o skałę lub maczugę, z maską tragiczną w ręce i wieńcem z winorośli na głowie – atrybutami symbolizującymi dziedzinę sztuki, której patronowała.
Imieniem muzy została nazwana jedna z planetoid – (18) Melpomene.